# Chrysocale quadruplex
Chrysocale quadruplex är en fjärilsart som beskrevs av Paul Dognin 1906. Chrysocale quadruplex ingår i släktet Chrysocale och familjen björnspinnare. Inga underarter finns listade i Catalogue of Life.